# Rolf Sternberg

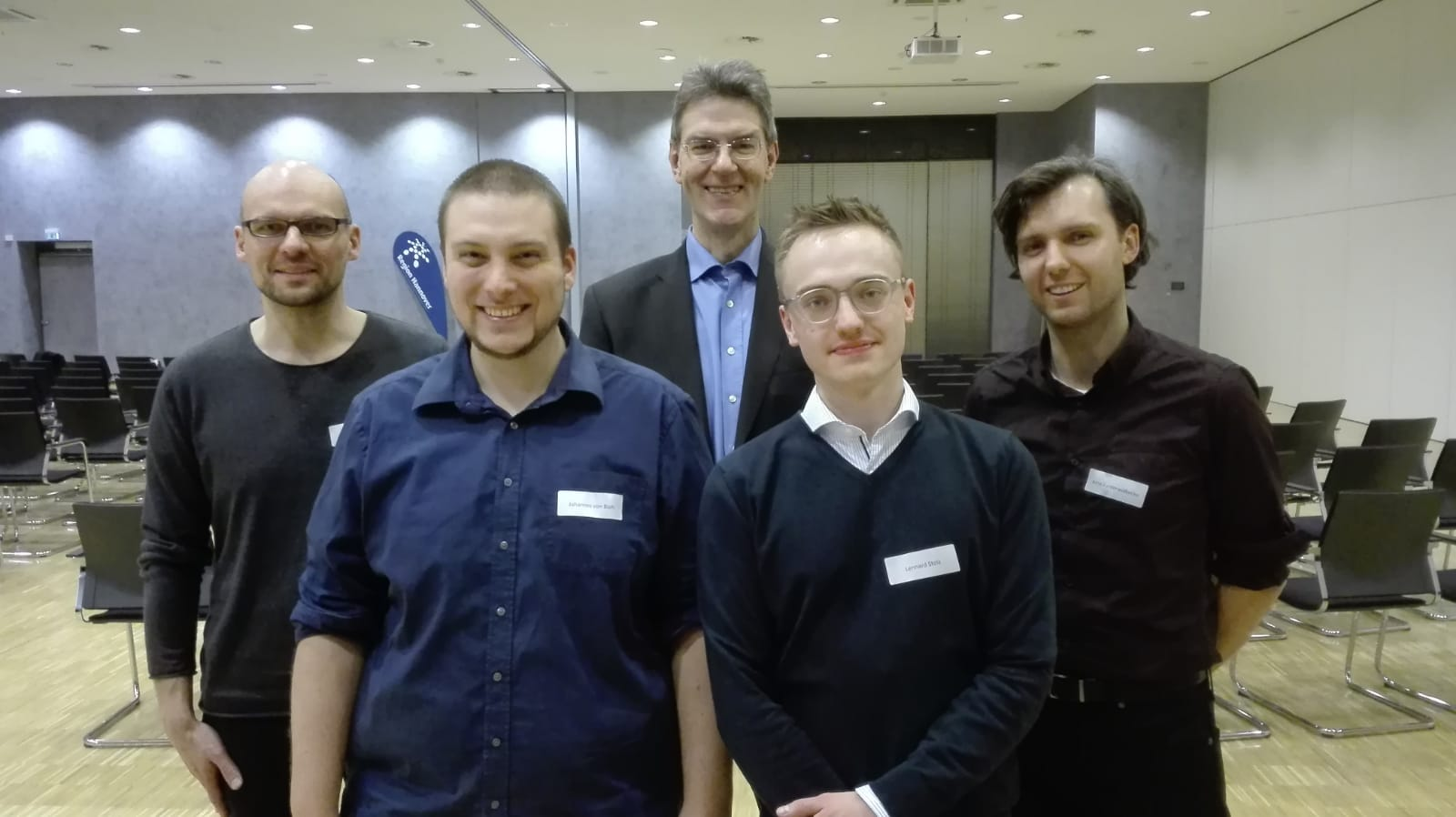
Rolf Sternberg (Mitte hinten), 2019

Rolf G. Sternberg (* 10. August 1959) ist ein deutscher Professor für Wirtschaftsgeographie an der Leibniz Universität Hannover.

## Leben
Rolf Sternberg studierte Geographie an der Universität Hannover (1979–1984). 1987 promovierte er dort als wissenschaftlicher Mitarbeiter am damaligen Geographischen Institut zum Thema Technologie- und Gründerzentren als Instrument der kommunalen Wirtschaftsförderung in der Bundesrepublik Deutschland. 1994 habilitierte er sich, unterstützt durch ein Habilitationsstipendium der Deutschen Forschungsgemeinschaft, an der Universität Hannover mit der Arbeit Zum Einfluß staatlicher und regionaler Technologiepolitik auf die Entstehung von High-Tech Regionen – dargestellt an Beispielen aus USA, Großbritannien, Deutschland und Japan.
Nach einer ersten Professur für Regionale Geographie an der Technischen Universität München (1995–1996) wechselte Sternberg 1996 auf die Professur für Wirtschaftsgeographie an der Wirtschafts- und Sozialwissenschaftlichen Fakultät der Universität zu Köln, wo er bis 2005 das Institut für Wirtschafts- und Sozialgeographie leitete. Anschließend folgte Sternberg 2006 dem Ruf auf eine Professur für Wirtschaftsgeographie an die Leibniz Universität Hannover als Nachfolger von Ludwig Schätzl, damals Präsident dieser Universität.
Dort forscht er u. a. zu Fragen der regionalen Entrepreneurshipforschung, der innovationsbasierten Regionalentwicklung sowie den räumlichen Implikationen der Digitalisierung, der Corona-Pandemie sowie der Kreativwirtschaft.
Sternberg leitete seit Beginn des Global Entrepreneurship Monitor (GEM) im Jahr 1998 das Länderteam Deutschland dieses weltweit größten Forschungskonsortiums zu Gründungsaktivitäten und -einstellungen. Im Frühjahr 2024 gab er die Leitung des deutschen Länderteams ab an Christian Hundt (Thünen-Institut für Innovation und Wertschöpfung in ländlichen Räumen) sowie die Leibniz Universität Hannover und Florian Täube (RKW in Eschborn). Seit 2024 ist Sternberg normales Mitglied im deutschen Länderteam des GEM.
Sternberg hat 1996 ZitArt, das Publikations- und Zitationsranking der deutschsprachigen Wirtschaftsgeographie, initiiert, das 2020 in seiner sechsten Ausgabe erschien. Von 2000 bis 2003 war er Vorsitzender des Wissenschaftlichen Beirats des Verbandes der Geographen an deutschen Hochschulen (VGDH). Er ist Mitglied im Scientific Board der wissenschaftlichen Zeitschriften Review of Regional Research, ZFW – Advances in Economic Geography sowie Annals of the Japan Association of Economic Geographers und Mitherausgeber der Buchreihen FGF Entrepreneurship-Research Monographien und Wirtschaftsgeographie.

## Forschungsprojekte (Auswahl)
- ReDiCOV – Regionale Unterschiede der ökonomischen Effekte des Covid-19 Ausbruchs: Homeoffice und die Rolle der Digitalisierung (2021–2026, DFG)
- DUI.REG – Messung des Doing-Using-Interacting-Modus von KMU in strukturschwachen Regionen (2022–2025, BMBF)
- Entrepreneurship in ländlichen Räumen: Umfang, Bestimmungsgründe und regionalökonomische Effekte (EntreLR) (2021–2024, BMEL)
- Business Plan-Wettbewerbe: Effekte für PreisträgerInnen und Entrepreneurial Eco-Systems in Niedersachsen (2019–2022, MWK)
- InDUI – Innovationsindikatorik für den Doing-Using-Interacting-Mode von KMU (2017–2021, BMBF)
- Regionale Gründungssysteme – eine explorative Analyse der Region Hannover (2016–2019, MWK)
- DiasporaLink – Evaluation and facilitation of transnational diaspora entrepreneurship (TDE) as a driver of development and wealth creation in countries of origin and residence (2015–2019, EU: RISE)
- Windenergietechnologie in Niedersachsen – ein komparativer Ansatz zur Erklärung von Pfadentstehung und Pfadabhängigkeit einer Erneuerbaren Energie (2013–2016, MWK)
- Kreatives Niedersachsen – Regionale Verteilung, räumliche Mobilität, Gründungspotenziale und ökonomische Relevanz der Kreativen (KNie) (2011–2015, MWK)
- Regional Biotechnology – Establishing a Methodology and Performance Indicators for Assessing Bioclusters and Bioregions Relevant to the Knowledge-based Bio-economy (KBBE) Area (2009–2011, EU: DG Research)
- Regionale Clusterpolitik in Deutschland und in den USA – Ein wirtschaftsgeographischer Vergleich aus institutioneller und politisch-ökonomischer Perspektive (2007–2009, DFG)
- Sektoral-räumliche Cluster und die „New Economic Geography“ – Eine empirische Prüfung zentraler Hypothesen für Deutschland (2004–2007, DFG)
- A Qualitative and Empirical Analysis of Spin-off Firms in Beijing, Hangzhou and Wuhan – A Contribution towards Explaining Innovation Processes in China (2003–2006, VW-Stiftung)
- Regionaler Entrepreneurship Monitor (REM II) – Zur Dynamik von Gründungsaktivitäten in Deutschland: Ausmaß und Ursachen (2003–2006, DFG)
- Der Beitrag von Remigranten zu Innovationen – eine empirische Analyse am Beispiel Shanghai (2003–2006, VW-Stiftung)

## Publikationen (Auswahl)

### Bücher (Auswahl)
- Sternberg, R.; Elo, M.; Levie, J.; Amorós, J.E. (Eds.) (2023): Research Handbook on Transnational Diaspora Entrepreneurship. Cheltenham: Edward Elgar.
- Sternberg, R.; Krauss, G. (Eds.) (2014): Handbook of Research on Entrepreneurship and Creativity. Cheltenham: Edward Elgar Publishing.
- Sternberg, R. (2009): Regional Dimensions of Entrepreneurship. Boston, Delft: Now Publishers (= Foundations and Trends in Entrepreneurship, Vol. 5, Issue 4). ISBN 978-1-60198-222-3
- Sternberg, R. (Hrsg.) (2006): Deutsche Gründungsregionen. Berlin: Lit Verlag, (= Wirtschaftsgeographie, 38).
- Sternberg, R. (Hrsg.) (2003): Endogene Regionalentwicklung durch Existenzgründungen? Empirische Befunde aus Nordrhein-Westfalen. Hannover: Akademie für Raumforschung und Landesplanung (ARL) (= Arbeitsmaterialien der ARL, 299).
- Sternberg, R. (1998): Technologiepolitik und High-Tech Regionen – ein internationaler Vergleich. Münster, Hamburg 1995: Lit (2. korrigierte Aufl. 1998). (= Wirtschaftsgeographie, Bd. 7).
- Sternberg, R.; Behrendt, H.; Seeger, H.; Tamásy, C. (1997): Bilanz eines Booms – Wirkungsanalyse von Technologie- und Gründerzentren in Deutschland. Dortmund: Dortmunder Vertrieb für Bau- und Planungsliteratur (2. unveränderte Aufl. 1997).
- Sternberg, R. (1988): Technologie- und Gründerzentren als Instrument kommunaler Wirtschaftsförderung. Dortmund: Dortmunder Vertrieb für Bau- und Planungsliteratur.

### Artikel in wissenschaftlichen Journals (Auswahl)
- Knuepling, L.; Sternberg, R; Otto, A. (2025): Rural areas as winners of COVID-19, digitalization and remote working? Empirical evidence from recent internal migration in Germany. Cambridge Journal of Regions, Economy and Society 18(1), 227–248. DOI: doi:10.1093/cjres/rsae033
- Bergholz, C.; Füner, L.; Lubczyk, M.; Sternberg, R.; Bersch, J. (2024): Infrastructure required, skill needed: Digital entrepreneurship in rural and urban areas. Journal of Business Venturing Insights 22, e004288. DOI: doi:10.1016/j.jbvi.2024.e00488.
- Bergmann, H.; Hundt, C.; Obschonka, M.; Sternberg, R. (2024): What drives solo and team startups at European universities? The interactive role of entrepreneurial climate, gender, and entrepreneurship course participation. Studies in Higher Education 49(7), 1269-1289. DOI: doi:10.1080/03075079.2023.2263477.
- Bennat, T.; Sternberg, R. (2022): CEO Characteristics and the Doing-Using-Interacting Mode of Innovation: a New Upper Echelons Perspective. Industry and Innovation 29(10), 1202-1230. DOI: 10.1080/13662716.2022.2090319.
- Sternberg, R. (2022): Entrepreneurship and Geography. Annals of Regional Science 69, 559-584. DOI: 10.1007/s00168-021-01091-w.
- Alhusen, H.; Bennat, T.; Bizer, K.; Cantner, U.; Kalthaus, M.; Proeger, T.; Sternberg, R.; Töpfer, S. (2021): A new measurement conception for the ‘Doing-Using-Interacting’ mode of innovation. Research Policy 50(4), 104214. DOI: 10.1016/j.respol.2021.104214.
- Haefner, L.; Sternberg, R. (2020): Spatial implications of digitization: State of the field and research agenda. Geography Compass 14(12), e12544. DOI: 10.1111/gec3.12544.
- von Bloh, J.; Broekel, T.; Özgun, B.; Sternberg, R. (2020): New(s) data for Entrepreneurship Research? An innovative approach to use big data on media coverage. Small Business Economics 55(3), 673-694. DOI: 10.1007/s11187-019-00209-x.
- von Bloh, J.; Mandakovic, V.; Apablaza, M.; Amorós, J.E.; Sternberg, R. (2020): Transnational entrepreneurs: opportunity or necessity driven? Empirical evidence from two dynamic economies from Latin America and Europe. Journal of Ethnic and Migration Studies 46(10), 2008-2026. DOI: 10.1080/1369183X.2018.1559996.
- Bennat, T.; Sternberg, R. (2020): Knowledge bases in German regions: what hinders combinatorial knowledge dynamics and how regional innovation policies may help. European Planning Studies 28(2), 319-339. DOI: 10.1080/09654313.2019.1656168.
- Sternberg, R.; von Bloh, J.; Coduras, A. (2019): A new framework to measure entrepreneurial ecosystems at the regional level. Zeitschrift für Wirtschaftsgeographie (= The German Journal of Economic Geography) 63(2-4), 103-117. DOI: 10.1515/zfw-2018-0014.
- Bennat, T.; Broekel, T.; Sternberg, R. (2019): Zur Messung der Nutzung regionaler Potenziale beim Ausbau erneuerbarer Energien. Eine empirische Analyse deutscher Landkreise. Raumforschung und Raumordnung Spatial Research and Planning 77(6): 617–638. DOI: 10.2478/rara-2019-0043.
- Vossen, D.; Sternberg, R.; Alfken, C. (2019): Internal migration of the 'creative class' in Germany. Regional Studies 53(10), 1359-1370. DOI: 10.1080/00343404.2019.1566699.
- Wyrwich, M.; Sternberg, R.; Stuetzer, M. (2019): Failing role models and the formation of fear of entrepreneurial failure: a study of regional peer effects in German regions. Journal of Economic Geography 19(3), 567-588. DOI: 10.1093/jeg/lby023.
- Hesse, N.; Sternberg, R. (2017): Alternative growth patterns of university spin-offs: why so many remain small?. International Entrepreneurship and Management Journal 13(3), 953-984. DOI: 10.1007/s11365-016-0431-6.
- Alfken, C.; Voßen, D.; Sternberg, R. (2017): Wieviel Florida steckt in Niedersachsen? Zur empirischen Evidenz der “Creative Class” in einem deutschen Flächenland. Zeitschrift für Wirtschaftsgeographie 61(1), 1-22. DOI: 10.1515/zfw-2016-0032.
- Sternberg, R. (2017): Creativity support policies as a means of development policy for the Global South? A critical appraisal of the UNESCO Creative Economy Report 2013. Regional Studies 51(2), 336-345. DOI: 10.1080/00343404.2016.1174844.
- Hundt, C.; Sternberg, R. (2016): Explaining new firm creation in Europe from a spatial and time perspective: A multilevel analysis based upon data of individuals, regions and countries. Papers in Regional Science 95(2), 223-258. DOI: 10.1111/pirs.12133.
- Bergmann, H.; Hundt, C.; Sternberg, R. (2016): What makes student entrepreneurs? On the relevance (and irrelevance) of the university and the regional context for student startups. Small Business Economics 47(1), 53-76. DOI: 10.1007/s11187-016-9700-6.
- Wyrwich, M.; Stützer, M.; Sternberg, R. (2016): Entrepreneurial role models, fear of failure, and institutional approval of entrepreneurship: a tale of two regions. Small Business Economics 46(3), 467-492. DOI: 10.1007/s11187-015-9695-4.
- Alfken, C.; Brökel, T.; Sternberg, R. (2015): Factors explaining the spatial agglomeration of the Creative Class – Empirical evidence for German artists. European Planning Studies 23(12), 2438-2483. DOI: 10.1080/09654313.2014.979767.
- Hundt, C.; Sternberg, R. (2014): How did the economic crisis influence new firm creation?. Journal of Economics and Statistics (= Jahrbücher für Nationalökonomie und Statistik) 234(6), 722-756.
- Simmie, J.; Sternberg, R.; Carpenter, J. (2014): New technological path creation: evidence from the British and German wind energy industries. Journal of Evolutionary Economics 24(4), 875-904.
- Bosma, N.; Sternberg, R. (2014): Entrepreneurship as an urban event? Empirical evidence from European cities. Regional Studies 48(6), 1016-1033. DOI: 10.1080/00343404.2014.904041.
- Stützer, M.; Obschonka, M.; Brixy, U.; Sternberg, R.; Cantner, U. (2014): Regional characteristics, opportunity perception and entrepreneurial activities. Small Business Economics 42(2), 221-244. DOI: 10.1007/s11187-013-9488-6.
- Sternberg, R. (2014): Success factors of university-spin-offs: regional government support programs versus regional environment. Technovation 34, 137-148. DOI: 10.1016/j.technovation.2013.11.003.
- Litzenberger, T.; Sternberg, R. (2006): Der Clusterindex; eine Methodik zur Identifizierung Regionaler Cluster am Beispiel deutscher Industriebranchen. Geographische Zeitschrift 94, H. 4, S. 209-224.
- Sternberg, R.; Litzenberger, T. (2005): The Publication and Citation Output of German Faculties of Economics and Social Sciences – A Comparison of Faculties and Disciplines Based upon SSCI Data. Scientometrics 65, No. 1, pp. 29-53.
- Rocha, H.; Sternberg, R. (2005): Entrepreneurship: The Role of Clusters. Theoretical Perspectives and Empirical Evidence from Germany. Small Business Economics 24, No. 3, pp. 267-292.
- Sternberg, R.; Wennekers, S. (2005): Determinants and Effects of New Business Creation Using Global Entrepreneurship Monitor Data. Small Business Economics 24, No. 3, pp. 193-203.
- Sternberg, R.; Litzenberger, T. (2004): Regional Clusters in Germany – their Geography and their Relevance for Entrepreneurial Activities. European Planning Studies, Vol. 12, No. 6, pp. 767–791.
- Wagner, J.; Sternberg, R. (2004): Start-up Activities, Individual Characteristics, and the Regional Milieu: Lessons for Entrepreneurship Support Policies from German Micro Data. The Annals of Regional Science, Vol. 38, pp. 219-240.
- Sternberg, R. (2004): Technology Centres in Germany: Economic Justification, Effectiveness and Impact on High-tech Regions. International Journal of Technology Management, Vol. 28, Nos. 3/4/5/6, pp. 444–469.
- Sternberg, R.; Krymalowski, M. (2002): Internet Domains and the Innovativeness of Cities/Regions – Evidence from Germany and Munich. European Planning Studies, Vol. 10, No. 2, pp. 251-274.
- Sternberg, R.; Arndt, O. (2001): The Firm or the Region: What Determines the Innovation of European Firms?. Economic Geography, Vol. 77, No. 4, pp. 364-382.
- Sternberg, R. (1996): Technology Policies and the Growth of Regions: Evidence from Four Countries. Small Business Economics, Vol. 8, No. 2, pp. 75-86.
- Sternberg, R. (1996): Government R&D Expenditure and Space: Empirical Evidence from Five Advanced Industrial Economies. Research Policy, Vol. 25, pp. 741-758.